# Francesco del Cossa

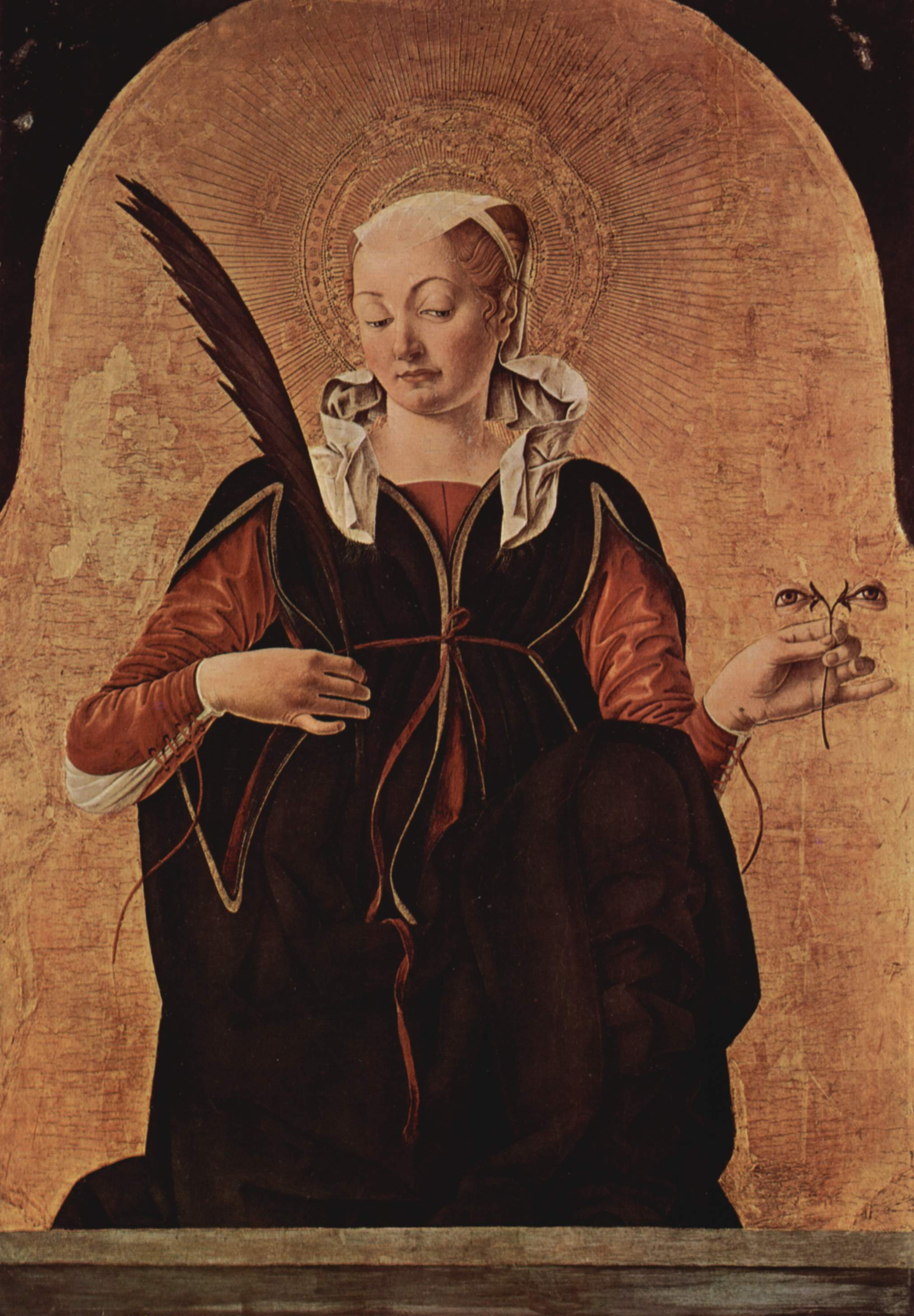
"Sankta Lucia" (målad av del Cossa 1473, numera förvarad på National Gallery of Art i USA:s huvudstad Washington).

Francesco del Cossa, född cirka 1435 i italienska Ferrara död 1477 i Bologna, var italiensk målare av Ferraraskolan. Han var troligen elev till Cosimo Tura men påverkades av Andrea Mantegna och Francesco Squarcione. Vissa av hans målningar går i Piero della Francescas stil. Freskerna Månaderna (cirka 1470) i Palazzo di Schifanoia i Ferrara återger med många detaljer fantasifulla bilder av livet vid hovet.
Omkring 1470 flyttade Francesco del Cossa till Bologna, där han tillsammans med Ercole Roberti blev grundare av stadens målarskola.